# Records (programma radiofonico)
Records
è un programma radiofonico di Radio 2, in onda dalle 19.45 alle 21.00 nel mese di giugno e luglio 2019: un viaggio tra gli anni di fine decennio – dal 1959 al 1999 – e i passaggi epocali che ogni fine decade porta con sé, tra aspettative e sorprese rivoluzionarie. Gli album e i singoli che hanno fatto la storia e gli eventi, le "prime volte", che hanno lasciato il segno. Uno storytelling che attraversa musica, sport, politica, società. Il programma è condotto da Lele Sacchi.